# Kilkenny City Association Football Club
Maillots
Dernière mise à jour : 18 septembre 2009.
Kilkenny City A.F.C. est un club de football irlandais participant au championnat d'Irlande de football. Le club, fondé en 1966 et originellement appelé EMFA FC, fut choisi pour participer au championnat national à partir de 1985.

## Histoire du club
Initialement EMFA participait au championnat des jeunes de moins de 18 ans du Comté de Kilkenny.
En 1984, le club remporta le championnat et la coupe des Junior, restant invaincu toute la saison. Les dirigeants décidèrent alors de demander leur admission à la FAI et à la Ligue d’Irlande chargée de l'organisation du championnat d'Irlande de football. Entre 1985 et 1989, le club joua donc sous l'appellation EMFA, ayant pour meilleur classement une dixième place en Premier Division. EMFA remporta son premier titre en 1987 en gagnant la First Division Shield.
Le club pris le nom de Kilkenny City Association Football Club en 1989.
En 1991, sous la direction de Joe McGrath, il atteint les demi-finales de la Coupe d'Irlande, battu par les Shamrock Rovers.
En 1996-1997 Kilkenny remporte le titre de champion en First Division. Ils montèrent donc en Premier Division mais pour une année seulement.

## Palmarès
- First Division : 1
  - Champion en 1997
- First Division Shield : 1
  - Vainqueur en 1987